# Per Magne Misund
Per Magne Misund (Molde, 9 maggio 1971) è un ex calciatore norvegese, di ruolo portiere.

## Carriera

### Club
Misund cominciò la carriera con la maglia dell'Åndalsnes, per poi passare al Lillestrøm. Debuttò nella Tippeligaen il 4 settembre 1996, in occasione del successo per 3-0 sul Molde. Ricoprì il ruolo di portiere di riserva del club per il successivo decennio, collezionando 49 presenze nella massima divisione norvegese.